# Fernando Sariñana
Pour les articles homonymes, voir Márquez.
Fernando Sariñana Márquez (né le 15 décembre 1958 à Mexico, d'origine espagnole) est un acteur, réalisateur, scénariste et producteur de cinéma mexicain. Marié à Carolina Rivera, il est le père de Ximena Sariñana.

## Filmographie

### Comme réalisateur
- 1994 : Hasta morir
- 1999 : Todo el poder
- 2001 : El Segundo aire
- 2002 : Amar te duele
- 2002 : Ciudades oscuras
- 2004 : Cero y van 4
- 2006 : Sexo, amor y otras perversiones 2
- 2007 : Niñas mal (es)
- 2008 : Enemigos íntimos

### Comme scénariste
- 2002 : Ciudades oscuras

### Comme producteur
- 1993 : Miroslava d'Alejandro Pelayo
- 1993 : La Vida conyugal de Carlos Carrera
- 1994 : Hasta morir
- 1995 : Cilantro y perejil de Rafael Montero
- 1996 : Carmin profond d'Arturo Ripstein
- 1999 : Todo el poder
- 2001 : Atlético San Pancho
- 2001 : El Segundo aire
- 2002 : Amar te duele
- 2002 : Ciudades oscuras
- 2004 : Cero y van 4 (omnibus)
- 2006 : Amor xtremo de Chava Cartas
- 2006 : Sexo, amor y otras perversiones 2 (omnibus)
- 2007 : Niñas Mal
- 2008 : Sr. Pániko de Carlos Sariñana

### Comme acteur
- 2001 : Atlético San Pancho de Gustavo Loza